# Subdivisions de Saint-Christophe-et-Niévès
Saint-Christophe-et-Niévès est divisé en 14 paroisses : neuf sur l'île Saint-Christophe et cinq sur Niévès.
1. Christ Church Nichola Town (Saint-Christophe)
2. Saint-Anne Sandy Point (Saint-Christophe)
3. Saint-George Basseterre (Saint-Christophe)
4. Saint-George Gingerland (Niévès)
5. Saint-James Windward (Niévès)
6. Saint-John Capisterre (Saint-Christophe)
7. Saint-John Figtree (Niévès)
8. Saint-Mary Cayon (Saint-Christophe)
9. Saint-Paul Capisterre (Saint-Christophe)
10. Saint-Paul Charlestown (Niévès)
11. Saint-Peter Basseterre (Saint-Christophe)
12. Saint-Thomas Lowland (Niévès)
13. Saint-Thomas Middle Island (Saint-Christophe)
14. Trinity Palmetto Point (Saint-Christophe)

## Villes par paroisse
| Paroisse                   | Population | Chef-lieu        | Autres agglomérations |
| -------------------------- | ---------- | ---------------- | --- |
| Saint-Thomas Lowland       | 2 035      | Cotton Ground    | - Westbury - Cades Bay - Barnes Ghaut - Jessup - Stuart's                                                                                 |
| Saint-John Figtree         | 2 922      | Figtree          | - Bath - Church Ground - Brown Hill - Brown's Pasture - Pembroke - Bush Hill - St. Peter's Hill - Cole Hill                               |
| Saint-George Gingerland    | 2 568      | Gingerland       | - Indian Castle |
| Saint-Paul Charlestown     | 1 820      | Charlestown      | - Craddocks |
| Saint-James Windward       | 1 836      | Newcastle        | - Rawlins - Fountain - Scarborough - Camps - Rick's - Brick Kiln - White Hall - Butler's - Burnaby - Mt. Lily - Spring Hall - Eden Browne |
| Saint-George Basseterre    | 13 220     | Basseterre       | - Bird Rock - Frigate Bay |
| Trinity Palmetto Point     | 1 692      | Palmetto Point   | - Mattingley - Camps - West Farm - Boyd's - Conphipps - Challengers - Stone Fort                                                          |
| Saint-Thomas Middle Island | 2 332      | Middle Island    | - Franklands - Old Road Town - Verchilds - Lamberts - Conyers - Godwin's Ghaut - Half Way Tree - New Guinea                               |
| Saint-Anne Sandy Point     | 3 140      | Sandy Point Town | - Fig Tree - La Vallée - Sir Gillee's |
| Saint-Paul Capisterre      | 2 460      | Saint Paul's     | - Cranston - Newton Ground - Belmont Estate                                                                                               |
| Saint-John Capisterre      | 3 181      | Dieppe Bay Town  | - Parson's - Harriss' - Belle View - Tabernacle                                                                                           |
| Christ Church Nichola Town | 2 059      | Nichola Town     | - Mansion - Borryeux - Molyneux - Phillips'                                                                                               |
| Saint-Mary Cayon           | 3 374      | Cayon            | - Lodge - Ottley's - Little Italy - Spooner's - Keys                                                                                      |
| Saint-Peter Basseterre     | 3 472      | Monkey Hill      | - New Road - Saint Peter's - Stapleton - Parry's - Ogee's - Morgan Heights - La Fontaine - Conaree                                        |